# Ricardo Calábria
Ricardo Calábria, né le 5 décembre 1943, est un ancien arbitre argentin de football, qui fut international de 1983 à 1991. 

## Carrière
Il a officié dans des compétitions majeures : 
- Copa Libertadores 1987 (finale retour)
- Coupe du monde de football des moins de 16 ans 1989 (2 matchs)